# Bandeira de Mato Grosso do Sul
A bandeira de Mato Grosso do Sul foi instituída pelo Decreto Estadual nº 1 de 1 de janeiro de 1979, com desenho elaborado pelos arquitetos Mauro Michael Munhoz, Sergio Kipnis e grupo.
Em 2005, foi criada a faixa governamental de Mato Grosso do Sul, tendo feitura harmônica com a bandeira e com o brasão. A faixa governamental também é oficializada como um símbolo do estado.

## Descrição
Em seu 1º, o decreto estadual nº1/1979 inclui a seguinte descrição da bandeira, segundo seu autor:

"O homem, em uma de suas mais características atitudes, sempre procurou representar seus sonhos, seus ideais, suas mais caras razões de viver, através de uma simbologia que transmitisse, não só a ele, mas também aos que o rodeiam, a magnitude de tais pensamentos.
Ideais trabalhados e realidade construída: Bandeira, Flâmula Magna, símbolo máximo a pairar sobre nossa Terra, pois, aparentemente frágil em sua haste, na realidade traduz a força conjunta de toda a população de um Estado.
Nosso símbolo é o do equilíbrio, da firmeza e da serenidade. Nós somos a estrela dourada que brilha no céu azul da esperança, a simbolizar a riqueza do nosso labor.
As metas e os campos do nosso Estado representam um desafio, mas ao mesmo tempo, a consciência da preservação do nosso verde, de nosso tesouro maior, que é a própria natureza.
Nós somos o Estado do equilíbrio, onde chaminés siderúrgicas e áreas florestais coexistirão pacificamente, lado a lado.
Entre o verde e o azul, na convergência prática de todas as nossas atitudes, nós somos a faixa branca do porvir, a alvidez serena da amizade entre os povos."

## Descrição vexilológica
Retângulo com proporções de 10 (dez) unidades de comprimento por 7 (sete) unidades de altura, de cuja extremidade inferior esquerda ergue-se, a 45º, faixa branca com 2 (duas) unidades de espessura. Na parte superior da dita faixa, completa o retângulo de cor verde, enquanto que, na de baixo, a cor é azul. Em sua extremidade inferior direita, está a estrela dourada de 5 (cinco) pontas".

## Bandeiras relacionadas

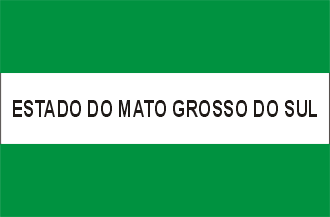
Bandeira não-oficial utilizada em Mato Grosso do Sul, entre 1977–1979.
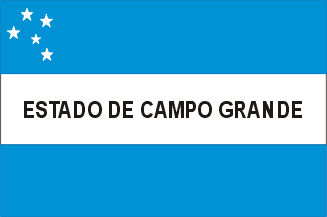
Bandeira proposta para o Estado de Campo Grande, nome dado à nova UF antes da Lei Complementar nº31/1977.
Design original (1978), posteriormente modificado
Bandeira do governador de Mato Grosso do Sul.